# آندره گسدون
آندره گسدون (انگلیسی: André Guesdon; ۱۴ اکتبر ۱۹۴۸ – ۱۴ سپتامبر ۲۰۲۰) بازیکن فوتبال اهل فرانسه بود.
از باشگاه‌هایی که در آن بازی کرده‌است می‌توان به باشگاه فوتبال کان، باشگاه فوتبال باستیا، باشگاه فوتبال بوردو، باشگاه فوتبال موناکو، و باشگاه فوتبال نیس اشاره کرد.